# Saint-Martin-d'Oney
Saint-Martin-d'Oney (gaskonsko Sent Martin d'Onei) je naselje in občina v francoskem departmaju Landes regije Akvitanije. Naselje je leta 2009 imelo 1.255 prebivalcev.

## Geografija
Kraj leži v pokrajini Gaskonji 13 km severozahodno od središča Mont-de-Marsana.

## Uprava
Občina Saint-Martin-d'Oney skupaj s sosednjimi občinami Bostens, Campet-et-Lamolère, Gaillères, Geloux, Lucbardez-et-Bargues, Mont-de-Marsan, Saint-Avit in Uchacq-et-Parentis sestavlja kanton Mont-de-Marsan Sever s sedežem v Mont-de-Marsanu. Kanton je sestavni del okrožja Mont-de-Marsan.

## Zanimivosti
- cerkev sv. Martina;

## Promet
- železniška postaja Gare de Saint-Martin-d'Oney ob progi Morcenx - Bagnères-de-Bigorre;